# Quận Hall, Georgia
Quận Hall là một quận trong tiểu bang Georgia, Hoa Kỳ. Quận lỵ đóng ở thành phố Gainesville 6. Theo điều tra dân số năm 2000 của Cục điều tra dân số Hoa Kỳ, quận có dân số 139.277 người 2. Năm 2009, ước tính dân số quận này là 187.743 người.

## Địa lý

### Quận giáp ranh
- Quận White, Georgia - bắc
- Quận Habersham, Georgia – đông bắc
- Quận Banks, Georgia - đông
- Quận Jackson, Georgia – đông nam
- Quận Barrow, Georgia - nam
- Quận Gwinnett, Georgia – tây nam
- Quận Forsyth, Georgia - tây
- Quận Dawson, Georgia – tây bắc
- Quận Lumpkin, Georgia – tây bắc

### Các xa lộ
- Interstate 985
- U.S. Route 23
- U.S. Route 129
- State Route 11
- State Route 13
- State Route 52
- State Route 53
- State Route 60
- State Route 82
- State Route 136
- State Route 211
- State Route 283
- State Route 284
- State Route 323
- State Route 332
- State Route 347
- State Route 365
- State Route 369